# Kanor (plaats)
Kanor is een bestuurslaag in het regentschap Bojonegoro van de provincie Oost-Java, Indonesië. Kanor telt 2932 inwoners (volkstelling 2010).